# Claude Denis Noël Bruguière
Pour les articles homonymes, voir Bruguière.
Claude Denis Noël Bruguière, né le 6 décembre 1773 à Saint-Florent (Corse), mort assassiné le 22 octobre 1806 à Gaète (Italie), est un colonel français de la Révolution et de l’Empire.

## États de service
Il entre en service le 18 juillet 1792, comme sous-lieutenant au 52e régiment d’infanterie, et en 1793, il fait partie de l’expédition de Sardaigne. Il est fait prisonnier par les espagnols sur l’île Saint-Pierre, et ils le retiennent prisonnier jusqu’à la paix.
De retour en France, il incorpore la 103e demi-brigade d’infanterie le 15 novembre 1794. Il est nommé lieutenant le 20 mai 1795 et il reçoit son brevet de capitaine le 12 novembre 1795. Affecté à l’armée d’Italie, il est attaché en qualité d’adjoint, auprès de l’adjudant-général Boyer, le 21 novembre suivant. Il fait les campagnes de l’an IV à l’an VI avec distinctions, et il passe le 19 juin 1797, capitaine à la suite du 1er régiment de cavalerie.
Le 14 décembre 1797, il est choisi par le général Leclerc, chef d’état-major général de l’armée d’Angleterre, pour exercer les fonctions d’aide de camp, mais étant toujours à l’armée d’Italie, il ne rejoint son poste à Brest que le 5 novembre 1798. Il est élevé au grade de chef d’escadron le 26 août 1799, et il reçoit un sabre d’honneur de la manufacture de Versailles le 1er janvier 1800.
En l’an VIII et en l’an IX, il est employé au corps d’observation de la Gironde, et le 12 novembre 1801, il embarque pour l’expédition de Saint-Domingue. Il se distingue dans toutes les affaires qui ont lieu dans la colonie, notamment lors de la bataille de la Crête à Pierrot, où il est nommé adjudant commandant sur le champ de bataille le 11 mars 1802.
Rentré en France en juin 1802, pour annoncer au gouvernement la reddition de Toussaint Louverture, il reçoit une paire de pistolet en témoignage de la satisfaction du premier Consul, pour sa conduite distingué à Saint-Domingue, et il est confirmé dans son grade d’adjudant commandant le 4 août 1802. Retourné à Saint-Domingue, il ne revient en France qu’après la mort du général Leclerc.
Le 24 mars 1803, il est nommé chef de brigade de la 112e demi-brigade d’infanterie de ligne, et il passe au commandement du 4e régiment de chasseurs à cheval le 31 août 1803. Il est fait chevalier de la Légion d’honneur le 16 octobre 1803, et officier de l’ordre le 14 juin 1804.
Envoyé à l’armée d’Italie, puis à l’armée de Naples, il devient aide de camp de Joseph Bonaparte en janvier 1806, et il est assassiné par des brigands dans les environs de Gaète le 22 octobre suivant.

## Sources
- A. Lievyns, Jean Maurice Verdot, Pierre Bégat, Fastes de la Légion-d'honneur, biographie de tous les décorés accompagnée de l'histoire législative et réglementaire de l'ordre, Tome 2, Bureau de l’administration, 1842, 344 p. (lire en ligne), p. 238.
- Gaspard Gourgaud, Correspondance générale, Volume 6, Fayard, 2009, p. 1409.